# Nicomia buccina
Nicomia buccina är en insektsart som beskrevs av Albertson. Nicomia buccina ingår i släktet Nicomia och familjen hornstritar.
Artens utbredningsområde är Panama. Inga underarter finns listade i Catalogue of Life.